# Комсомольская правда
«Комсомо́льская пра́вда» (укр. Комсомольська правда) — щоденна російська газета, що була заснована 13 березня 1925 року. У радянський період під цею ж назвою — орган ЦК ВЛКСМ. Створена відповідно до рішення XIII з'їзду РКП (б). Перший номер газети вийшов 24 травня 1925 року накладом 31 тис. примірників.

## Історія
Газета спочатку орієнтувалася на молодіжну аудиторію, тому в ній було багато науково-популярних і пригодницьких статей. У 1960–1970-х роках в ній працювали такі журналісти як Голованов і Песков. З початком Перебудови, середина 1980-х років, у газеті почали з'являтися соціально-критичні статті, які ще більше підвищили популярність газети. Наприкінці 1980-х років її наклад досягав 20 млн примірників.
23 лютого 1984 року газета першою в СРСР надрукувала кольоровий випуск — тижневик «Співбесідник» (рос. Собеседник. Він став культовим виданням для тих, кому тоді було 20. Наклад газети досяг 1,350 млн примірників. 1992 року відбулося розділення «Співбесідника» з «Комсомольською правдою», і тижневик реєструвався як самостійне видання.
З 1 грудня 1990 року «Комсомольська правда» перестала бути органом ЦК ВЛКСМ, перетворившись на «Всесоюзну щоденну газету». 19 серпня 1991, під час Серпневого путчу, газету було заборонено ГКЧП і вперше за всю історію не вийшли за графіком номера 19 і 20 серпня. 21 серпня газета надрукувала всю хроніку подій путчу як історичний документ. У 1990–2000-і від суспільно-політичної тематики газета помітно змістила акцент уваги на світську хроніку, життя знаменитостей і розвагу читача, ставши одним з найбільших таблоїдів. Політичний огляд в газеті залишився, але став займати менше місця. З 1993 виходить тижневик «Комсомольська правда» (іноді названий «товстуха») зі збільшеним об'ємом. Його наклад значно перевищує наклад щоденного номера і досягає 3,1 мільйонів примірників.
До 2005 року тижневик виходив по п'ятницях, потім — по четвергах. У серпні 2000 року газета першої опублікувала список 118 членів екіпажа підводного човна «Курськ», що затонув. 13 лютого 2006 року згорів весь шостий поверх будівлі, де розташовувалася московська редакція, газета лишилася працювати на вулиці «Правди». Редакцію перенесли в будівлю колишньої поліклініки на вул. «Правди», 15.
На початку серпня 2007 року «Комсомольська правда» змінила адресу і переїхала на Старий Петровсько-разумовській проїзд (станція метро «Динамо»), де і знаходиться досі. Видавничий будинок займає 3 поверхи у 8-поверховій будівлі Московського швацького об'єднання «Вимпел» (засноване 1914 року), яке здає значну частину своїх площ під комерційні й інші організації.

## Критика
Комсомольську правду часто критикують за тенденційну подачу матеріалу і/або випадки публікування «качок» (неперевіреної інформації).
26 серпня 2008 року КП опублікувала фотографію Пола Маккартні, якому президент України Віктор Ющенко нібито подарував сорочку з написом «Дякую тобі, боже, що я не москаль!», з викривальними коментарями заступника головного редактора газети Леоніда Захарова. Згодом з'ясувалося, що сорочка була білою, а напис сфальсифіковано — його було додано у фотографію у редакторі зображень. Редакція визнала помилку, видалила статтю і опублікувала спростування. На думку головного редактора газети «Новий Дністровський кур'єр» Сергія Ільченка, «сайт „КП“ взагалі перенасичений грубими провокаціями такого роду — він відверто працює на конфронтацію між Україною і Росією».
На думку lenizdat.ru, «Комсомольська правда» у висвітленні російсько-української війни дотримується проросійської позиції, публікуючи такі заголовки:
1. «Київ почав каральну операцію проти повсталого Слов'янська»,
2. «Каральну операцію Києва в Донбасі координують США»,
3. «Україною керують дев'ять злочинців і клієнт психлікарні».[6]

2018 року Інститут масової інформації та Texty.org.ua дослідили 50 популярних інформаційних сайтів в Україні, створивши рейтинг медіа за ненадійністю. «Комсомольська правда» посіла перше місце, бо містила найбільше маніпуляцій та фейків: було виявлено 64 достовірних новини, 9 новин із ненадійними джерелами інформації, а також 27 недостовірних новин. Серед цих новин 15 новин мали маніпулятивні заголовки, 37 новин використовували маніпуляції з емоціями. Також було виявлено 5 фейків та 6 новин, які містили мову ворожнечі. КП потрапила у дослідження, бо входить у список 50 видань, які найбільше читають в Україні. Українська «дочка» КП, «Комсомольська правда в Україні», перебуває на 11-му місці рейтингу ненадійності.
16 вересня 2019 року в «Комсомольській правді» з'явилася стаття «Польща зробила все, щоб Сталін напав на неї через 17 днів після Гітлера». Матеріали, в яких Польщу звинувачують у тому, що на неї напали солдати СРСР, обурили багатьох росіян і поляків.
4 серпня 2022 року, російський журналіст, ведучий «Радио Комсомольская Правда» Сергій Мордан у своїй розмові із Дмитром Стєшиним, кореспондентом однойменного видання, заявив у прямому ефірі, що українських учителів потрібно ув'язнити в таборі, під спекотним сонцем у запорізькій області, через відмову викладати російською мовою, та брати в заручники родичів українців, які не погоджуються з окупацією.
Колишній головний редактор видання Володимир Сунгоркін (1954—2022) перебував під міжнародними санкціями за «поширення та легітимізацію агресивної антиукраїнської та антизахідної пропаганди путінського режиму під безпосереднім керівництвом Кремля в одному з найпопулярніших російських ЗМІ».

## Нагороди
- 1 Орден Леніна
- 1 Орден Жовтневої Революції
- 1 Орден Вітчизняної війни
- 2 Ордени Трудового Червоного Прапора